# Orthotrichum crispatum
Orthotrichum crispatum là một loài rêu trong họ Orthotrichaceae. Loài này được (Hedw.) Hook. & Grev. mô tả khoa học đầu tiên năm 1824.